# Luftbuchung
Luftbuchung ist in der Buchhaltung und im Rechnungswesen der umgangssprachliche Ausdruck für eine Buchung, der kein tatsächlicher Geschäftsvorfall zugrunde liegt. 

## Allgemeines
Durch den im Rechnungswesen geltenden Grundsatz „Keine Buchung ohne Beleg“ müssen auch einer Luftbuchung Belege zugrunde liegen. Bereits diese Belege sind entweder gefälscht, wenn ihnen gar kein Geschäftsvorfall zugrunde liegt, oder weisen bei gegebenem Geschäftsvorfall zu hohe oder zu niedrige Beträge auf.

## Ursachen
Motive für Luftbuchungen können insbesondere die Verbesserung der Kreditwürdigkeit zwecks Erlangung von Krediten, Emission von Aktien oder Anleihen wegen besser dargestellter Ertragslage, die Ausnutzung von Steuervorteilen, Fusionen oder Unternehmenskauf sein. Gründe für Luftbuchungen sind Marktmanipulation am Aktien- oder Rentenmarkt, Verhinderung von Ad-hoc-Publizität oder die Verheimlichung von Unternehmenskrisen.

## Beispiele
Luftbuchungen erhöhen Bestandskonten wie den Lagerbestand oder ermäßigen die Verbindlichkeiten (Verstoß gegen die Bilanzwahrheit). Werden Rechnungen gegen nicht existierende Debitoren fakturiert, führen diese Luftbuchungen zu einer Erhöhung der Forderungen und der Umsatzerlöse (da niemand eine Barzahlung vornimmt, können sich der Kassenbestand oder die Bankguthaben nicht erhöhen). Auch die Vorfakturierung von Forderungen, die noch nicht entstanden sind, ist eine Luftbuchung (Verstoß gegen das Realisationsprinzip). Werden Buchungen erst gar nicht vorgenommen, um Kosten oder Verluste zu unterdrücken, liegen zwar keine Luftbuchungen im engeren Sinne vor, dennoch wird der Erfolg eines Unternehmens durch Unterlassen einer notwendigen Verbuchung falsch dargestellt. 
So fälschte ein Bankkassierer bis Dezember 1967 Belege für Barauszahlungen und veruntreute das Bargeld für sich. Der Chefdevisenhändler der Herstatt-Bank, Dany Dattel, ließ die Einbuchung von Devisentermingeschäften mit ausländischen Kontrahenten bis Februar 1974 unterdrücken und verschleierte die eingetretenen Verluste unter der Bilanzposition „täglich fällige Ausleihungen an ausländische Kreditinstitute“. Die Balsam AG fingierte bis Mai 1994 Verkäufe von Sportböden an die Factoringgesellschaft Procedo GmbH, bei der Barings Bank wurden bis Februar 1995 realisierte Verluste auf CpD-Konten verbucht, bei FlowTex wurden bis Februar 2000 nicht existierende Bohrsysteme an Leasinggesellschaften verkauft. Die Mobilfunkanbieter durften die Anschaffungskosten für die vom Staat im August 2000 erworbenen UMTS-Lizenzen nicht aktivieren, weil nach IAS 23.6 zwischen ihrer rechtlichen Verfügbarkeit und ihrer wirtschaftlichen Nutzbarkeit eine zeitliche Lücke bestand, die zum Netzaufbau genutzt werden musste. Phenomedia fälschte zwischen 1999 und 2001 die Höhe der Umsatzerlöse.
Parmalat hatte im Dezember 2003 in seiner Bilanz durch Luftbuchungen Umlaufvermögen vorgetäuscht, das nicht vorhanden war. Der Konzern gründete in der Steueroase Cayman Islands die Tochtergesellschaft Bonlat Financing Corporation, die fingierte Bankguthaben in Höhe von 4,9 Mrd. US$ unterhielt.
Der Instandhaltungsrücklage von Eigentumswohnungen darf nur zugeführt werden, was tatsächlich zugeflossen ist. Bei Wirecard wurde bis Juni 2020 Vermögen auf den Philippinen in Höhe von 1,9 Mrd. Euro vorgetäuscht.

## Systematische Darstellung
Aufgeteilt nach der Bilanz und Gewinn- und Verlustrechnung können Luftbuchungen in folgenden Bereichen vorkommen:
| Bilanz und Gewinn- und Verlustrechnung | Position     | Beispiele |
| -------------------------------------- | ------------ | --- |
| Bilanz                                 | Aktiva       | Bestandskonten für Forderungen, Kassenbestand oder Lagerbestand werden überhöht ausgewiesen oder Abgänge fingiert |
|                                        | Passiva      | Bestandskonten für Verbindlichkeiten oder Rückstellungen werden geringer ausgewiesen oder weggelassen             |
| Gewinn- und Verlustrechnung            | Umsatzerlöse | Fakturierung gefälschter Rechnungen oder unzulässige Vorfakturierung erhöht die Umsatzerlöse                      |
|                                        | Aufwand      | In den Erfolgskonten werden Kosten oder Buchverluste ganz oder teilweise weggelassen                              |
|                                        | Ertrag       | In den Erfolgskonten werden Erträge oder Buchgewinne gezeigt, die es gar nicht oder nicht in diesem Umfang gibt.  |

## Rechtsfragen
Ausgangspunkt für Luftbuchungen sind Buchungsbelege. Diese können unternehmensintern entstanden sein (etwa größerer Lagerbestand aufgrund falscher Inventur) oder auf Geschäftsvorfällen mit Vertragspartnern beruhen, denen Scheingeschäfte (etwa der Scheinkauf) zugrunde liegen, die nach § 117 BGB nichtig sind. 
Nicht den Tatsachen entsprechende Buchungsbelege und die aus ihnen resultierenden Luftbuchungen widersprechen den Grundsätzen ordnungsmäßiger Buchführung (GoB) und sind strafrechtlich als Urkundenfälschung zu qualifizieren. Die schwerwiegende Nichteinhaltung der GoB in kaufmännisch nicht zu rechtfertigender Art führt zur Nichtigkeit der Bilanz. Ein festgestellter Jahresabschluss ist nach § 256 Abs. 1 Nr. 1 AktG unter anderem nichtig, wenn er durch seinen Inhalt Vorschriften verletzt, die ausschließlich oder überwiegend zum Gläubigerschutz der Gesellschaft dienen. Das betrifft nach § 256 Abs. 5 AktG auch den Verstoß gegen die Bewertungsvorschriften durch Über- oder Unterbewertung von Bilanzpositionen. Eine nichtige Bilanz ist keine Bilanz im Rechtssinne und kann daher nicht korrigiert werden.
Durch Verbuchung der Luftbuchungen wird letztlich die Bilanz und/oder Gewinn- und Verlustrechnung vorsätzlich unrichtig wiedergegeben, so dass auch eine Bilanzfälschung vorliegt. Eine Ordnungswidrigkeit im Sinne der Steuergefährdung liegt vor, wenn jemand Belege ausstellt, die in tatsächlicher Hinsicht unrichtig sind (§ 379 Abs. 1 AO).